# Henry C. King
Pour les articles homonymes, voir Henry King (homonymie) et King.
Henry Charles King (9 mars 1915 - 30 juillet 2005) est un astronome et un écrivain britannique. 

## Formation et carrière
Il est né à Londres, mais la famille a ensuite déménagé à Marlow, dans le Buckinghamshire, où Henry a fréquenté l'école Sir William Borlase. Pour son treizième anniversaire, son père lui a donné une copie de The Story of The Heavens de Robert Stawell Ball. Un autre déménagement a emmené la famille à Slough à la fin des années 1930. Là, Henry a contacté Lady Constance Lubbock (en), la petite-fille de William Herschel, et a pu accéder à la bibliothèque Herschel. 
Il a obtenu un B.Sc. en astronomie et en mathématiques par correspondance, de l'Université de Londres, puis il continue avec une maîtrise et un doctorat en histoire et philosophie des sciences. 
Pendant la Seconde Guerre mondiale, il est inspecteur des instruments aéronautiques pour le ministère de la production aéronautique (en) de Ruislip. Dans les années 1950, il est maître de conférences en optique ophtalmique au Northampton College of Advanced Technology, (aujourd'hui City University de Londres). En 1956, il est devenu le premier directeur scientifique du planétarium de Londres (en). Dix ans plus tard, il est devenu directeur du Planétarium McLaughlin, à Toronto. Il a été président de la British Astronomical Association de 1958 à 1960. 

## Famille
Il a épousé Mary Wilson en 1939. Ils ont eu deux enfants, David et Margaret. 

## Publications
- The History of the Telescope, 1955
- The Background of Astronomy, 1956
- Exploration of the Universe: From the Astrolabe to the Radio Telescope, 1964
- Dr H C King's Book of Astronomy, Collins, 1966.
- Avec John R. Millburn Geared to the Stars: The Evolution of Planetariums, Orreries and Astronomical Clocks, 1978
- Avec John R. Millburn Wheelwright of the Heavens: The Life and Work of James Ferguson, FRS, 1988